# مايرة
هوميرة توبارلك (سبا)  أو اسمها المشهور في المسرح مايرة (1978، إسطنبول)، مغنية تركية، وكاتبة أغاني.

## قصةحياتها
ولدت مايرة في عام 1978 بأسطنبول. وعندما كانت تبلغ التاسعة من عمرها اكتشف الملحن المشهور أفنى أنيل موهبتها الفنية والموسيقية، وبجانب هذا فقد بدأت بتعلم الموسيقى عندما بلغت العاشرة من عمرها، واستمرت بتعلم الموسيقى ثماني سنوات وذلك في كونسرفتوار الدولة للموسيقي التركية بجامعة إسطنبول للتقنية.
وقد قامت مايرة التي اتخذت أولى الخطوات في عملها الموسيقى مع بعض الفنانيين اثناء دراستها الثانوية.
وفي عام 1993 عندما كانت تبلغ من العمر الخامسة عشر، قامت بأصدار أول ألبوم لها والمعروف باسم (تعال لى، همورية) وذلك من إنتاج شركة بيكر للموسيقى. وقد قامت ميرا بتصوير أغنيتين من هذا الألبوم وعملهم فيديو كليب ألا وهما (الواقعة الميئوس منها)، (تعال لى)، وعندما بلغت عمر الثامنة عشر قامت بأصدار ألبومها الثاني، والذي عرف باسم (نورتوب)، وبناء على نجاح هذا الألبوم وانتشاره فقد أعتقد الكثير من الأشخاص ان هذا الألبوم هو الألبوم الأول لميرا.
وقد صدر الألبوم الأول لميرا عندما كانت تعرف في الأوساط الفنية باسم هموريه، اما الألبوم الثانى فقد صدر لها عندما بدأت تعرف باسم ميرا، وبسبب تغيير هذا الأسم في وقت قصير فقد حققت نجاح كبير في وقت قصير. وبهذا الاختراق والتغيير الذي حققته في الفن، فقد رشحت للحصول على جائزة المرأة الأكثر اختراقا وذلك من خلال جوائز موسيقى الفيديو بتلفزيون كرال، ولكن في النهاية حصلت أوزليم تكين علي هذه الجائزة. وكان من ضمن المرشحين لهذه الجائزة أيضا غيرها (جولشن، نيران أونسال، وسيبال بيلجتش). وقامت من خلال ألبومها الثانى بتقديم ثلاثة فيديو كليب وكانوا هما أغاني (نور توبو)، (وجهك لا يضحك)، (مستحيل بأى حال من الاحوال).
وبعد صدور أول ألبوم لها فقد قررت الذهاب للعيش في الولايات المتحدة الأمريكية، وهناك قررت البدء بالعمل الموسيقى، واستمرت بالإقامة في أمريكا لمدة 5 سنوات، وظلت طوال هذه السنوات بالتعلم بالأوبرا في (مدرسة العالم الجديد للفنون).
وكانت تهدف ميرا إلى تطوير الأغنية من الناحية المهنية، وذلك من خلال صوت السوبرانو الغنائى، وقد بدأت بعدها تعرف بإصدار الأغاني الإنجليزية وذلك من خلال التعامل مع الموسيقين الأمريكان في العديد من الأستديوهات المختلفة في مراكز الموسيقى المختلفة. وعلى وجه الخصوص فقد بدأت جذب الانتباه عندما بدأت بالعمل مع عارف ماردين وذلك من خلال الأداء بأغنية (فقط عندما تتنفس)، وبعد ذلك أنضمت هذه الأغنية إلى الألبوم الثالث لها.
وفي عام 2003 فقد اتخذت الفنانة ميرا بالعودة مجددا إلى تركيا، وبعد عودتها فقد عملت مع مدير الموسيقى أوزان شالاك أوغلو، وبعدها أصبحت واحدة من أهم المغنيات في تركيا ووضعت في قائمة من أهم الأسماء مع سيزين اكسو، أيسل جوريل، أوميت ساين، زينب تالو. وقد قامت بإنتاج ألبومها الثالث وهو (مرة أخرى) والذي سارت فيه على نمط الموسيقى الأوروبية، والذي نافست به كل من اوزجور بولدوم، فولجا تاموز، أيتوغ يارجتش، وألبير أرنيتش. وقد تضمن هذا الألبوم 4 أغان من كلماتها وألحانها في الألبوم، وكان أول كليب تم تصويره في هذا الألبوم وهو (أفندم).
اما الفيديو الكليب الثالث، فقد كان بأغني (الوداع)، وكان هذا الكليب ذو إنتاج تركى-ايطالى، وعمل بتقنيات أوبرا-شان وهي إحدى الآثار الكلاسيكية المعروفة باسم (أداجيو)، والتي ظهرت في عام 1600 . وقد كان النحو الذي تسير عليه ميرا هو إعادة تجديد للمسار من جديد، الذي سار عليه اجدا بيكان من خلال أغنية (ما شانك، من أنت)، وقد كانت هذه الأغنية التي قامت بتصوريها كفيديو كليب، وقد عرض هذا الفيديو كليب في شهور الصيف.
واخيرا فقد قامت في الخريف بأصدار ألبوم اخر باسم (كل شئ ناقص) والذي قامت سيزين أكسو بوضع الموسيقى والكلمات الخاصة به. وقد قامت في كليب هذه الأغنية بمرافقة الغناء مع المطرب الوطنى شاشماز.
اما في يونيو 2009 فقد قدمت اعجابها بموسيقى المشروع، وقد قامت بعمل العديد من الاستعدادت للأغاني في تحضيرات الألبوم الرابع لها المعروف باسم (تينور الرابع). وقد قامت ميرا لأول مرة بكتابة إحدى الأغاني الخاصة بها والذي ساعدها سينان أكتشل الملحن المعروف، وقامت بإنتاج هذه الأغنية مع بوراك كوت. وحملت هذه الأغنية اسم (القرار يعود الينا)، وبهذه الأغنية فقد دخلت إلى قائمة أفضل 20 أغنية في المسابقات المقامة في تركيا. وحصلت على المركز الحادي عشر من ضمن هذه الأغاني في المسابقة.
وبالأضافة إلى ذلك فقد قامت ميرا في هذا الألبوم، بتقديم الكثير من العزف مع ماريو فرانجليوس الملحن اليونانى المهم وكذلك مع فرحات جوتشر، ودمير بشكان العازف المنفرد ورئيس سدكات القديم.
وقد اصدرت ميرا ألبوم عرف باسم (عشيقى) في عام 2011 . وكان أول كليب قامت بتصويره في هذا الألبوم كانت أغنية (عشيقى)، والتي قام بكتابة أغانيها وتلحينها شهرزاد. وبعدها بعامين قامت ميرا بتقديم أول أغانيها المنفردة، وهي أغنية (الميناء الأخير)، وفي شهر أبريل قامت بلقاء العديد من الموسيقين. وبتأثير جى أن أل فقد قامت بلحن دانيل تاشيل بكلمات اعمالها المنفردة، وتنظيمها يعود الي فيابو تاشيل، وقامت بعمل نسخ مختلطة بتوقيع دانيل تاشيل. وفي 2014 فقد قامت ميرا بعمل دويتو غنائى مع جيميل دمير باكان، وقامت بتقديم أول الأعمال المنفردة مع مستمعيها سين انلا.

## حياتهاالخاصة
وتزوجت ميرا بمحمد على ألجاك، وأنجبوا كل من نظلى ألجاك، وكمال ألجام، وقد كان لميرا أبن قبل زواجها يعرف بكمال.

### ألبوماتها
-تعال لى (1993)، إنتاج شركة الموسيقى، باسم هوميره
-نور توبو (3 أكتوبر 1996 )
-مرأة أخرى (27 أكتوبر 2005 )
-4 تينور (2 يونيو 2009 )
-عشقى (11 مارس 2011)
-الميناء الأخير (3 أبريل 2013)
-فهمتك (جميل دمير باكان) (7 أبريل 2014)

### الأغاني الثنائية
-قرارتنا الينا (مع بوراك كوت)
-يبكى (جميل دمير باكان)
-حبيبى الأخير (مع فرحات جوتشر)
-فنكرو برديرو (ماريو فرانجليوس)
-بدون تفكير (جيميل دميرباكان)

### الفيديو كليب
-حالة ميئوس منها
-تعال لى
-نور توبو
-لا تضحك بوجهي
-لا يمكن مهما حصل
-أفندم (2005)
-الوداع (2006)
-ما شأنك (2006)
-كل شئ ناقص (2006)
-نسيت لا أعتقد (2007)
-قرارت تنتمى لى (2009)
-بكيت (2009)
-لا افكر بدونك (2010)
-عشقى (2011)
-قلبى هو البوصلة (2011)
-خطاب (2011)
-الميناء الأخير (2013)
-فوتو كوبى (2013)
-أفهمك (2014)

## قائمة نجاحتها
| الألبوم | الأغنية المنفردة                       | تركيا | أوروبا | الأفضل | الأفضل |
| ------- | -------------------------------------- | ----- | ------ | ------ | ------ |
| 4 تينور | القرار يعود إلى (بالغناء مع بوراك كوت) | 15    | -      | 3      | 97     |
| 4 تينور | البكاء (مع جميل دميركان)               | 15    | -      | 6      | 100    |

## الروابط الخارجية
- مايرة على موقع ميوزك برينز (الإنجليزية)
- مايرة على موقع ديسكوغز (الإنجليزية)

Meyra Aşklayalım Albümü